# Songs in the Key of Springfield
Songs in the Key of Springfield es un álbum que recopila todos los números musicales que aparecen a lo largo de la serie. Este álbum salió el 18 de marzo de 1997 en los Estados Unidos y en junio de ese año en el Reino Unido. Este fue el segundo álbum lanzado al mercado después de The Simpsons Sing the Blues, el cual, al contrario que este, posee grabaciones originales, en lugar de ser recopilaciones de la serie. A este le siguieron cuatro álbumes más.

## Canciones del álbum
1. "The Simpsons Main Title Theme" (por Danny Elfman)
2. "We Do" (Canción de los Canteros) - del episodio Homer the Great
Marge & Homer introducción
Los Canteros
3. "Dancin' Homer" (popurrí) - del episodio Dancin' Homer
  - Crosstown Bridge - Los Simpson
  - Capitol City

Los Simpson
Tony Bennett
4. "Homer & Apu" (popurrí) - del episodio Homer and Apu
  - Who Needs the Kwik-E-Mart?

Introducción de Lisa
Los Simpson
Apu Nahasapeemapetilon
  - Who Needs the Kwik-E-Mart? (vuelta)

Introducción de Homer y Marge
Homer Simpson
Apu Nahasapeemapetilon
5. "Round Springfield" (popurrí) - del episodio Round Springfield
  - Bleeding Gums Blues

Introducción de Lisa y el DJ
Murphy Encias Sangrantes
Lisa Simpson
Solo alto de saxofón de Dan Higgins
  - A Four-Headed King

Murphy Encias Sangrantes
Lisa Simpson
Reparto de personajes
  - There She Sits, Brokenhearted

Murphy Encias Sangrantes
Lisa Simpson
  - Jazzman (por Carole King y David Palmer)

Murphy Encias Sangrantes
Lisa Simpson
Solo alto de saxofón por Dan Higgins
Solo barítono de saxofón por Terry Harrington
6. "Oh, Streetcar!" (The Musical) - del episodio A Streetcar Named Marge
  - White-Hot Grease Fires (Prólogo)

Director (Jon Lovitz)
Reparto de personajes
  - Long Before the Superdome

Clancy Wiggum
  - New Orleans

Reparto de personajes
  - I Thought My Life Would Be a Mardi Gras

Introducción de Marge y del reparto de personajes
Marge Simpson
Apu Nahasapeemapetilon
  - I Am Just a Simple Paper Boy

Apu Nahasapeemapetilon
  - Stella

Ned Flanders
  - She Flies

(Instrumental)
  - The Kindness of Strangers

Marge Simpson
Reparto de personajes
7. "Jingle Bells" (por James Pierpont) - del episodio $pringfield (or, How I Learned to Stop Worrying and Love Legalized Gambling)
Robert Goulet
Bart Simpson
Waylon Smithers
Montgomery Burns
Nelson Muntz
8. "$pringfield" (popurrí) - del episodio $pringfield (or, How I Learned to Stop Worrying and Love Legalized Gambling)
  - The Simpsons End Credits Theme (Versión "Big Band Vegas")
  - Logo de Gracie Films (Versión de Las Vegas con sonido de máquina tragaperras al final)
9. "Itchy & Scratchy Main Title Theme" (por Robert Israel y Sam Simon) - del episodio Itchy & Scratchy & Marge
10. "Itchy & Scratchy End Credits Theme" - del episodio The Front
11. "The Day the Violence Died" (popurrí) - del episodio The Day the Violence Died
  - Not Jazz Chor, but Sad Chor"

Krusty el payaso
  - The Amendment Song (por John Swartzwelder)

Jack Sheldon e hijo
Bart Simpson
Lisa Simpson
Reparto de personajes
12. "Señor Burns" - del episodio Who Shot Mr. Burns? (Parte dos)
Tito Puente y su grupo de jazz latino
13. "The Simpsons End Credits Theme" (Versión Afro-Cubana) - del episodio Who Shot Mr. Burns? (Parte dos)
Tito Puente y su grupo de jazz latino
14. "Your Wife Don't Understand You" - del episodio Colonel Homer
Introducción del locutor y del reparto de personajes
Lurleen (Beverly D'Angelo)
Homer Simpson
15. "Kamp Krusty" (popurrí) - del episodio Kamp Krusty
  - South of the Border (por Jimmy Kennedy y Michael Carr)

Introducción de Bart y Krusty
Gene Merlino
  - Gracie Films Logo (Versión mexicana con un "Ole!" al final)
16. "The Simpsons End Credits Theme" (Versión australiana) - del episodio Bart vs. Australia
17. "The Simpsons End Credits Theme" (Versión de "Hill Street Blues") - del episodio The Springfield Connection
18. "The Simpsons End Credits Theme" (Versión de "It's a Mad, Mad, Mad, Mad World") - del episodio Homer the Vigilante
19. "Treehouse of Horror V" (popurrí) - del episodio Treehouse of Horror V
  - Controlling the Transmission (Prólogo)

Bart Simpson
Homer Simpson
  - The Simpsons Halloween Special Main Title Theme
20. "Honey Roasted Peanuts" - del episodio Boy-Scoutz 'N The Hood
Homer Simpson
Marge Simpson
21. "Boy Scoutz N the Hood" (popurrí) - del episodio Boy-Scoutz 'N The Hood
  - Saved by the Bell

Apu Nahasapeemapetilon
Milhouse Van Houten
Bart Simpson
  - Jackpot

Milhouse Van Houten
Bart Simpson
  - Springfield, Springfield (Parts 1 & 2)

Bart Simpson
Milhouse Van Houten
Reparto de personajes
  - Remember This?

Bart Simpson
Lisa Simpson
  - Another Edwardian Morning

Bart Simpson
Marge Simpson
Homer Simpson
22. "Two Dozen and One Greyhounds" (popurrí) - del episodio Two Dozen and One Greyhounds
  - The Pick of the Litter

Montgomery Burns
Lisa Simpson
  - See My Vest

Introducción de Waylon Smithers
Montgomery Burns
Criada
Lisa Simpson
Bart Simpson
23. "Eye on Springfield" Theme - del episodio Flaming Moe's
Introducción de Kent Brockman
Homer Simpson
24. "Flaming Moe's" - del episodio Flaming Moe's
Kipp Lennon
Reparto de personajes
25. "Homer's Barbershop Quartet" (popurrí) - del episodio Homer's Barbershop Quartet
  - One Last Call (por Les Applegate)

Seymour Skinner
Apu Nahasapeemapetilon
  - Baby on Board

Los Solfamidas
Reparto de personajes
26. "TV Sucks!" - una secuencia del episodio Itchy & Scratchy: The Movie
Homer Simpson
Bart Simpson
27. "A Fish Called Selma" (popurrí) - del episodio A Fish Called Selma
  - Troy Chic

Agent MacArthur Parker (Jeff Goldblum)
Troy McClure
  - Stop the Planet of the Apes I want to get off
  - Dr. Zaius

Troy McClure
Bart Simpson
Homer Simpson
Reparto de personajes
  - Chimpan-A to Chimpan-Z

Troy McClure
Reparto de personajes
28. Send in the Clowns (por Stephen Sondheim) - del episodio Krusty Gets Kancelled
Introducción del locutor
Krusty el payaso
Actor secundario Mel
29. "The Monorail Song" - del episodio Marge vs. the Monorail
Lyle Lanley
Reparto de personajes
30. "In Search of an Out of Body Vibe" - una secuencia del episodio Lady Bouvier's Lover
Abraham Simpson
Jacqueline Bouvier
31. "Cool" - del episodio Lady Bouvier's Lover
Homer Simpson
Abraham Simpson
32. "Bagged Me a Homer" (por Beverly D'Angelo) - del episodio Colonel Homer
Lurleen (Beverly D'Angelo)
Tipo del estudio de grabación
Homer Simpson
Marge Simpson
Solo barítono de saxofón de Terry Harrington
Solo de armónica de Tommy Morgan
33. "It Was a Very Good Beer" (por Ervin Drake) - del episodio Duffless
Homer Simpson
34. "Bart Sells His Soul" (popurrí) - del episodio Bart Sells His Soul
  - From God's Brain to Your Mouth

Bart Simpson
  - In-A-Gadda-Da-Vida (por Doug Ingle)

Reverendo Lovejoy
Bart Simpson
Milhouse Van Houten
Homer Simpson
Reparto de personajes
35. "Happy Birthday, Lisa" (por Michael Jackson) - del episodio Stark Raving Dad
Lisa & Bart introduction
Leon Kompowski (Kipp Lennon)
Bart Simpson
Lisa Simpson
36. "The Simpsons Halloween Special End Credits Theme" (Versión de La familia Addams) - del episodio Treehouse of Horror IV
37. "Who Shot Mr. Burns?" (Primera parte) (popurrí) - del episodio Who Shot Mr. Burns?
  - Who Dunnit?
  - The Simpsons End Credits Theme (Version JFK)
38. "Lisa's Wedding" (popurrí) - del episodio Lisa's Wedding
  - The Simpsons End Credits Theme" (Versión del Renacimiento)
  - Gracie Films Logo (Versión del Renacimiento)
39. "The Simpsons End Credits Theme" (Versión Dragnet) - del episodio Marge on the Lam